# Nina-Friederike Gnädig
Nina-Friederike Gnädig (née le 9 décembre 1977 à Nuremberg) est une actrice allemande.

## Biographie
De 2002 à 2005, elle suivit des cours à l'École supérieure de musique et de théâtre Felix Mendelssohn Bartholdy de Leipzig. Depuis, elle est partie vivre à Berlin.
Elle a joué dans diverses séries télévisées telles que Brigade du crime, Soko brigade des stups ou Tatort. 
Mais elle est surtout connue en France pour son interprétation de Sabrina Hoffman Le Destin de Lisa. 
Pour son rôle dans le film Little Paris, elle fut présélectionnée pour le Prix du film allemand
de 2009 dans la catégorie Meilleure actrice dans un second rôle.

## Filmographie
- 2001: Brigade du crime
- 2005: Tatort : Hanna Senft
- 2005: Liebes Spiel : Portier
- 2005: Le Destin de Lisa : Sabrina Hoffman
- 2006: Le Destin de Lisa : Sabrina Hoffman
- 2006: Le Perroquet rouge
- 2006: Un Langer abschied
- 2006: Ein langer Abschied
- 2007: Tatort : Hanna Senft
- 2007: In aller Freundschaft : Susa Müller
- 2008: Un zoo a sauver : Paula Behringer
- 2008: Machen wir's auf Finnisch
- 2008: Little Paris : Bardie
- 2008: Dell & Richthoven : Karen Weber
- 2008: Les exigences du cœur : Monica / Rose Rodham
- 2008: Les Nouvelles stars : Paula Behringer
- 2008: Das Traumschiff : Tatjana Blume
- 2009: Das Traumschiff : Tatjana Blume
- 2009: Soko brigade des stups (SOKO 5113) : Nadine Dvorak
- 2009: Meurtres en haute société : Ariane Jäger
- 2011: Soko brigade des stups (SOKO 5113) : Nadine Dvorak
- 2011: Das dunkle Haus : Julia Martinsson
- 2011: Alerte Cobra : Dr Nicole Kaufmann
- 2011: Inga Lindström : Julia Martinsson
- 2021: Un cas pour deux (série télévisée, 2014) : Katharina Lindach (saison 7, épisode 2)